# Provincia Nord-Occidentale (Zambia)
La provincia Nord-Occidentale è una provincia dello Zambia.

## Distretti
La provincia è suddivisa nei seguenti distretti:
| Distretto  | Superficie km² |
| ---------- | -------------- |
| Chavuma    | 4 834          |
| Ikelenge   | 2 201          |
| Kabompo    | 7 122          |
| Kalumbila  | 16 428         |
| Kasempa    | 21 877         |
| Manyinga   | 7 423          |
| Mufumbwe   | 18 879         |
| Mushindamo | 10 442         |
| Mwinilunga | 18 713         |
| Solwezi    | 3 341          |
| Zambezi    | 13 974         |